# Encya albostriata
Encya albostriata är en skalbaggsart som beskrevs av Brenske 1891. Encya albostriata ingår i släktet Encya och familjen Melolonthidae. Inga underarter finns listade i Catalogue of Life.